# ダヴィーナ・ロビンソン
ダヴィーナ・ロビンソン (Davina Robinson) は、アメリカ合衆国ペンシルベニア州フィラデルフィア出身のシンガーソングライター、女優、声優、ナレーター。
日本の大阪を拠点に活動している。

## 人物
ブルース、ロック、ソウルのジャンルに対応するパワフルなボーカルスタイルをトレードマークとして、ソロ、アコースティックデュオ、バンドなどで様々なジャンルのパフォーマンスを行っているほか、レイ・パーカー・ジュニア、シェリル・リンらの関西公演にバックアップボーカルとして参加するなど、幅広い活動を行っている。2008年5月には、自身初のアルバム『The Blazing Heart』をリリースし、ビルボードソングライティングコンテスト、VH-1ソングオブザイヤーコンテストなどで数々の賞を受賞。2011年にはハードロックカフェが主催するハードロックライジングコンテスト世界大会に大阪代表として選出された。
FM802でナレーション録音に参加したのをきっかけに、2013年からは声優・ナレーターとしての活動も開始。CMや企業VP、NHK WORLD-JAPANの番組などのナレーションのほか、鉄道や公共施設の案内放送なども数多く担当している。
2020年には関西のトップミュージシャンらによるバンド「Bluesaholic」を結成。2021年3月には自身3枚目となるミニアルバム『Bluesaholic』をBSMF RECORDSよりリリースした。同アルバム収録のオリジナル曲「Like A Woman」はイギリスで開催されたUKソングライティングコンテストにてブルース部門1位を獲得している。 
ローズモント・カレッジでフランス語の学士号を、ピッツバーグ大学公共国際問題大学院で国際関係の修士号を取得している。また、日本語能力試験のN2レベルを取得しており、来日ミュージシャンの通訳や、英語講師などとしても活動している。

## ディスコグラフィ

### アルバム
- The Blazing Heart（2008年）
- Black Rock Warrior Queen（2011年）
- Bluesaholic（2021年）

### デジタルシングル
- Osaka Boys（2010年）

## 出演・担当項目

### テレビ
- 池上彰の関西人が知らないKANSAI（関西テレビ）
- おはよう朝日です（朝日放送）
- のどじまんTHEワールド!（日本テレビ）
- Journeys In Japan「ブルースの街、大阪」（NHK WORLD-JAPAN）

### CM
- KINCHO
- イチネンホールディングス

### ナレーション・ジングル
- シスメックス CMソング「We Believe the Possibilities」
- HIRO T'S AMUSIC MORNING

### アナウンス
- 近畿日本鉄道 タブレット式および車載式車内自動放送・駅自動放送
- 大阪モノレール 駅自動放送
- 北総鉄道 タブレット式車内自動放送（2024年2月16日 - ）[6]
- 大阪フェスティバルホール 館内放送
- フジテック製エレベーター 英語アナウンス